# Edifici Media-TIC
L'Edifici Media-TIC és una obra que es troba al Districte 22@ al barri de Poblenou a Barcelona. Es va dissenyar per servir com a punt de trobada per empreses i professionals. Es va construir al carrer de Boronat amb Sancho d`Àvila i va ser inaugurat al 2010. Aquest edifici és obra de l'arquitecte Enric Ruiz Geli. És una obra inclosa a l'Inventari del Patrimoni Arquitectònic de Catalunya.

## Descripció
Edifici aïllat situat entre el carrer Roc Boronat i Sancho d'Àvila a l'entorn del districte 22@ de Barcelona. L'edifici, promogut pel Consorci de la Zona Franca, va ser dissenyat per l'estudi Cloud 9 de l'arquitecte Enric Ruiz Geli i construït entre el 2007 i el 2009.
L'edifici forma part de l'estratègia de transformació urbanística i econòmica de les àrees industrials del Poblenou. El nou equipament integra a les seves plantes usos relacionats amb aquesta voluntat de creixement econòmic i d'innovació en el sector de les noves tecnologies de la informació mitjançant el Consorci anomenat Centre Tecnològic TIC (CITTIC). Alberga incubadores d'empreses, el desenvolupament del Programa Landing, el Programa Accel i una planta dedicada a l'aprenentatge de les TIC obert com a equipament públic.
L'estructura de l'edifici està formada per un esquelet metàl·lic principal amb quatre pòrtics rígids que condueixen les càrregues. Aquest tipus d'estructura permet deixar l'interior pràcticament lliure d'elements verticals proporcionant espais molt amplis i modelables distribuïts a l'entorn d'un pati interior.
L'edifici destaca pel seu disseny basat en l'arquitectura digital, construït a través de processos digitals de CAD-CAM, evolucionant de la construcció industrial cap a la construcció de la informació. Una obra de gran complexitat pel disseny de la façana i l'ús del material EFTE (Ethilene Tetrafluor Ethilene) amb l'objectiu d'aconseguir el màxim possible d'estalvi energètic d'acord amb criteris ambientals i d'ecoeficiència energètica. Amb la tècnica EFTE aconsegueix un estalvi energètic de fins al 20% amb la protecció solar de la façana. Cada façana té un disseny diferent i s'acosta també a cert grau d'autosuficiència energètica. Està recobert d'una pintura d'origen mineral que capta la llum solar i és visible a la nit.

## Història
Va quedar finalista a la categoria "World Building of the Year" del premi WAF (World Architecture Festival) celebrat entre el 2 i 4 de novembre de 2011 i va participar en el certamen del 2012 organitzat per Smart Geometry a Nova York.

## Sostenibilitat
L'edifici té una certificació de nivell A en la Qualificació Energètica d'Edificis.
És un exemple d'arquitectura sostenible estalviant un 22% de la despesa energètica i funcionant amb energies renovables. Disposa amb una forma cubica que es va cobrir amb un revestiment. La forma sembla una gran bombolla que s'expandeixen o contrauen segons l'energia solar que hi ha gràcies a sensors luxímetres. Aquesta estructura exterior permet regular la temperatura interior, ja que la llum natural entra i evita el vessament de 114 tones de CO2 a l'any a diferència dels sistemes de climatització convencionals. L'edifici està connectat la graella de Districlima del districte que redueix la factura de condicionament. També l'aigua de la pluja és recollida en una cisterna amb la finalitat d'aprofitar-la al circuit d'aigües no potables de l'edifici. Aquest revestiment està fet amb tres capes de EFTE (Ethilene Tetrafluor Ethilene) un polímer amb una alta capacitat de resistència a la corrosió i la força per un fus ampli de temperatures. Aquestes capes s'expandeixen amb l'ajuda de sensors per formar dues càmeres d'aire. La primera capa és translúcida i la segona y tercer capa fan un patró de disseny invers, que quan s'expandeixen o contrauen donen transparència o opacitat.